# 후쿠스미촌 (나라현)
후쿠스미촌(福住村)은 나라현 야마베군에 설치되었던 촌이다. 현재는 덴리시 동부, 메이한 국도 후쿠즈미 나들목 부근에 있다.

## 지리
야마토 고원(히가시야마 내)에 위치한 촌이다. 현재의 덴리시 지역 동부에 해당한다. 후쿠즈미, 야마다, 나가타키의 큰 마을로 이루어져 있다.

## 역사
- 1889년 4월 1일 - 정촌제 시행에 의해 야마베군 후쿠스미촌이 성립하였다.
- 1954년 3월 3일 - 단바이치정, 아사와촌, 니카이도촌, 시키군 야나기모토정과 신설합병해, 덴리시가 성립하여, 동일 후쿠스미촌은 소멸하였다.

## 교통

### 철도
- 일본국유철도
  - 사쿠라이선

### 도로
- 주요 지방도 단바시 사쿠라이선